# BlackBerry OS
BlackBerry OS é um sistema operacional móvel de código fechado desenvolvido pela empresa canadense BlackBerry especialmente para os modelos de celulares da empresa, os BlackBerry. Sua última versão estável é a 7.1, lançada em Setembro de 2012.

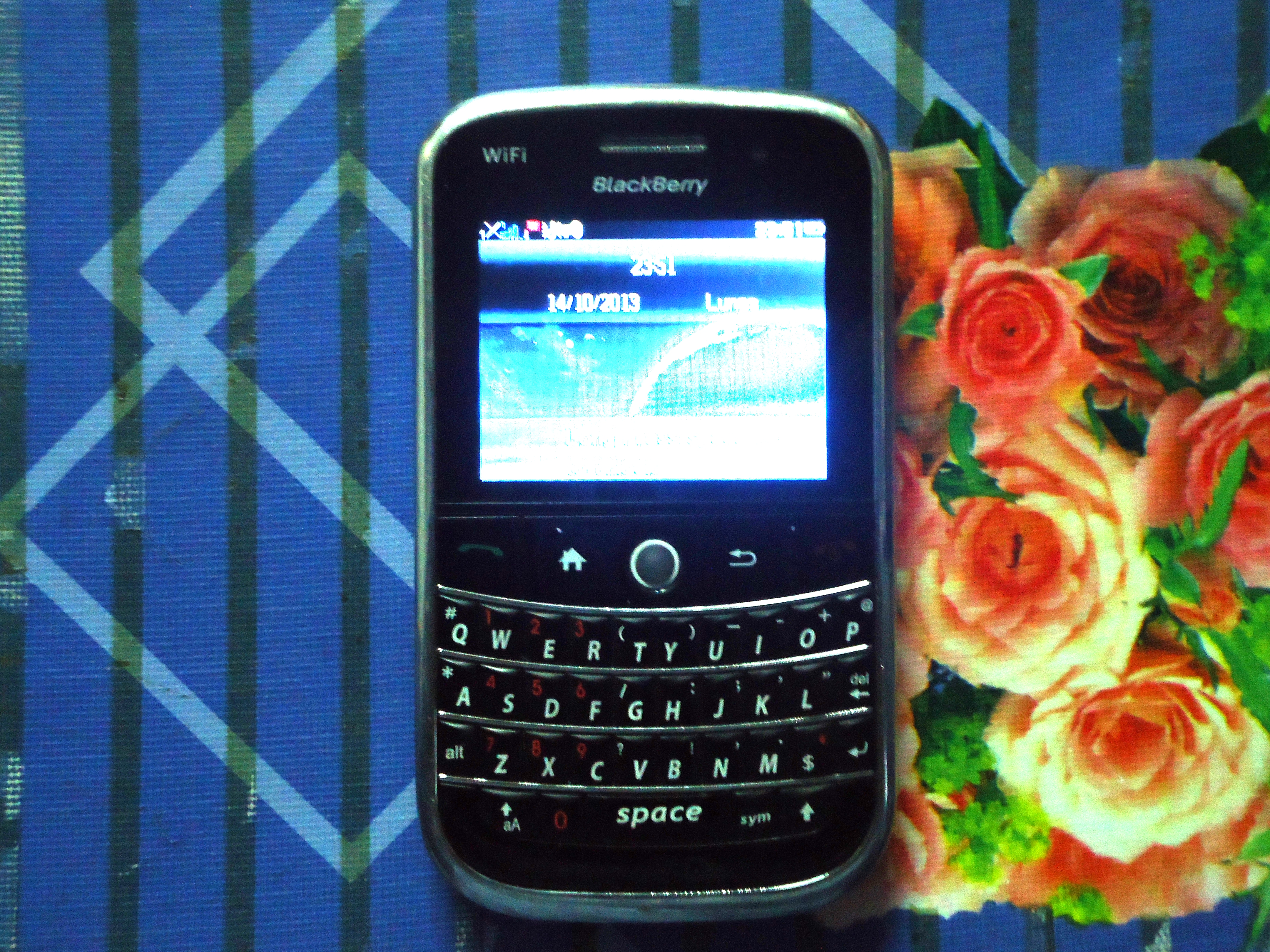
BlackBerry Bold rodando o BlackBerry OS.

O sistema foi desenvolvido na linguagem C++, basicamente fornecendo suporte para aplicativos em Java. É multitarefa, e suporta touchscreen, trackpad e outros recursos de hardware dos aparelhos. Os aparelhos são amplamente utilizados para envio e recebimento de emails, pelo próprio sistema, ou através da sincronização com softwares como o Microsoft Exchange, Lotus Domino ou outros. Mesmo com a chegada do Blackberry 10, um novo sistema baseado no QNX, aparelhos como o Bold 9900 continuam formando uma boa fatia das vendas.